# Le Temps meurtrier (téléfilm)
Pour l’article homonyme, voir Le Temps meurtrier.
Pour plus de détails, voir Fiche technique et Distribution.
Le Temps meurtrier est un téléfilm franco-belgo-suisse en deux parties, réalisé par Philippe Monnier et diffusé en 2005 puis en 2007 sur France 3

## Synopsis
Première partie
31 décembre 1942, dans la petite ville de Marconesse. À l'Hôtel de France, tenu par les Durieux, le réveillon bat son plein. Parmi les convives, le riche exploitant forestier Henri Delaître et sa famille, le lieutenant Gascher, chef de la Kommandatur et Jean de Montvert, un écrivain collaborationniste. Mais, dans la nuit, peu de temps après avoir quitté l'Hôtel de France, Henri Delaître est assassiné par un mystérieux individu sous les yeux de sa femme. L'adjudant chef Thomassin veut se saisir de l'affaire, mais Gascher insiste pour que l'enquête soit confiée à la Sûreté de Bordeaux. Le commissaire Valette délègue alors l'inspecteur Coëzec. Ce dernier arrive à Marconesse au moment où Thomassin s'acharne sur Loulou Beaufort, l'homme à tout faire de l'hôtel. Pour Coëzec, la difficulté est de taille : en cette période troublée, ses investigations se déroulent dans un climat hostile et dangereux...
Seconde partie
Eleonor von Scholten, qui a remplacé le lieutenant Gascher à la Kommandantur, décharge Coëzec de l'enquête pour la confier à Thomassin. Avec l'assentiment de son patron, Coëzec reste clandestinement à Marconesse. Caché par Jeanne, la femme de chambre dont il est tombé amoureux, il poursuit ses recherches avec l'espoir de démasquer le vrai coupable, avant que ne soit commis l'irréparable...

## Fiche technique
Source : IMDb, sauf mention contraire
- Réalisateur : Philippe Monnier, assisté d'Alain Nauroy
- Scénario et dialogues : Jacques Santamaria
- Producteurs : Alain Clert et Charline de Lépine
- Musique du film : Patrick Faure
- Directeur de la photographie : Philippe Pavans de Ceccatty
- Distribution des rôles : Françoise Menidrey
- Création des décors : Alain Paroutaud
- Création des costumes : Agnès Nègre
- Pays d'origine : franco-belgo-Suisse
- Genre : Film policier historique
- Durée : 2 fois 90 minutes
- Date de diffusion : 5 novembre 2005

## Distribution
- Bruno Putzulu : Yann Coézec
- François Marthouret : Jean de Montvert
- Marie Mouté : Marie Mazaye
- Delphine Rollin : Jeanne Roussille
- Renaud Rutten : Julien Durieux
- Michaël Abiteboul : Marc Surgère
- Pascal Elso : Hans Gascher
- Anne Plumet : Hélène Durieux
- Jean-Paul Comart : Louis 'Loulou' Beaufort
- Charley Fouquet : Eleonor von Scholten